# Urbanisme commercial
L'urbanisme commercial est une branche spécialisée de l'urbanisme qui étudie le développement du commerce dans l'espace urbain.

## Définition, typologie et état des surfaces commerciales

### Définition
L'urbanisme commercial est l'ensemble des mesures qui visent à permettre un développement des activités commerciales à la fois harmonieux, efficace et cohérent avec les autres mesures dans l'urbanisme.

### Typologie
Le commerce de détail peut être isolé, regroupé sous forme de linéaires commerciaux et/ou situé en rez-de-chaussée d'immeubles.
Le CNCC (Conseil National des Centres Commerciaux) classe les parcs d'activité commerciale selon la typologie suivante :
- au-delà de 10 000 m2 de surface SHON (surface hors œuvre nette) : on parle de « grands parcs d'activité commerciale » ;
- entre 3 000 m2 et 10 000 m2 de « surface SHON » (surface construite, initiales de ****) : on parle de « petits parcs d'activité commerciale ».

### État des surfaces commerciales dans le monde

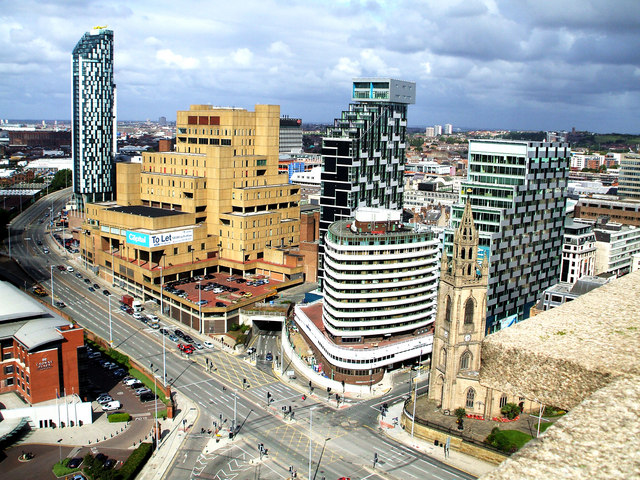
Exemple d'urbanisme commercial et de « quartier commercial » : « Commercial District » de Liverpool.

Les surfaces commerciales sont très développées dans tous les pays ; que ce soit des commerces de détail, ou des zones commerciales. En Allemagne, une règle de non-étalement urbain a limité le développement des zones commerciales périphériques. en Angleterre, c'est le coût du foncier qui a en partie freiné ce développement.
Le plus grand centre commercial au monde est le Dubai Mall, qui compte 800 000 mètres carrés de surface commerciale et 1 200 boutiques, à Dubaï.

#### État des surfaces commerciales en France
Dans les années 1970, la croissance de population correspondait à une croissance de pouvoir d'achat. La voiture individuelle, la maison individuelle et les zones commerciales périphériques se sont développées en parallèle, dans une logique de « praticité » et souvent sans cohérence d'ensemble des aménagements territoriaux. Les « boites à chaussures » (commerces dans de grands bâtiments préfabriqués en forme de pavé) se multiplient.
Le plus grand centre commercial français, construit en 1981 et rénové dans les années 2000, est l'ensemble formé par le CNIT et Les Quatre Temps à La Défense dans les Hauts-de-Seine, qui dispose d'une superficie de près de 170 000 m2, 139 400 m2 pour Les Quatre Temps et 30 000 m2 pour le CNIT.
De 1986 à 2008, le développement de zones périphériques est en partie régulé par la CDEC (Commission départementale d'équipement commercial) ; les porteurs de projet devant réaliser un test économique étudiant l'impact du projet sur le marché et sur les commerces existants.
En 2008, en application du droit européen, la CDEC est abrogée. Mais cette suppression a lieu quelques mois avant la création des CDAC (Commission départementale d'aménagement commercial). Les enseignes s’engouffrent dans ce vide juridique, et un total de 5 millions de m² de surfaces commerciales sont autorisées, soit l'équivalent d'environ 3 ans d'autorisations.
La France a connu une hausse importante des surfaces commerciales depuis 2008 ; 9 projets sur 10 étant autorisés en CDAC ou CNAC. Les surfaces commerciales ont même progressé 5 fois plus vite que la population sur 10 ans. Dans les années 2010, les projets sont souvent un peu plus travaillés au regard de considération architecturale voire paysagère. Les enseignes sont regroupées au sein de bâtiments, les parkings mutualisés, les espaces aménagés avec des plantations. Néanmoins, la consommation excessive d'espaces agricoles reste très problématique ; elle engendre des déplacements individuels polluants, ainsi que la création d'une offre supérieure aux besoins. L'Atoll est un exemple de nouveau centre commercial (ouverture en 2012), gigantesque (le plus grand du Grand ouest français avec 71 000 m2 de surface plancher commercial), ayant consommé des terres agricoles à proximité d'Angers alors que la réhabilitation de zones existantes aurait pu être envisagée.
A la fin des années 2010, on assiste à une réduction des zones de chalandises. Des enseignes situées à 45 minutes de voiture sont concurrencées par la vente sur Internet. Les friches commerciales se développent, ainsi que la vacance commerciale.

### État des surfaces commerciales en France

#### Commerces en centre-ville
En 2016, l'INSEE identifie 300 pôles commerçants de centre-ville délimités dans les 250 aires urbaines de plus
20 000 habitants de France métropolitaine.
Le patrimoine architectural, le tourisme et le niveau de vie de la population contribuent à accroître le poids du commerce en centre-ville.

#### Évolution globale
Chaque année, pas moins de 3 millions de mètres carrés de surfaces commerciales sont autorisés par les commissions d’aménagement commercial.

## Aspects esthétiques, économiques et juridiques

### Aspects esthétiques et logistiques

#### Années 1970 à 2000: développement des zones commerciales au détriment des centres-villes

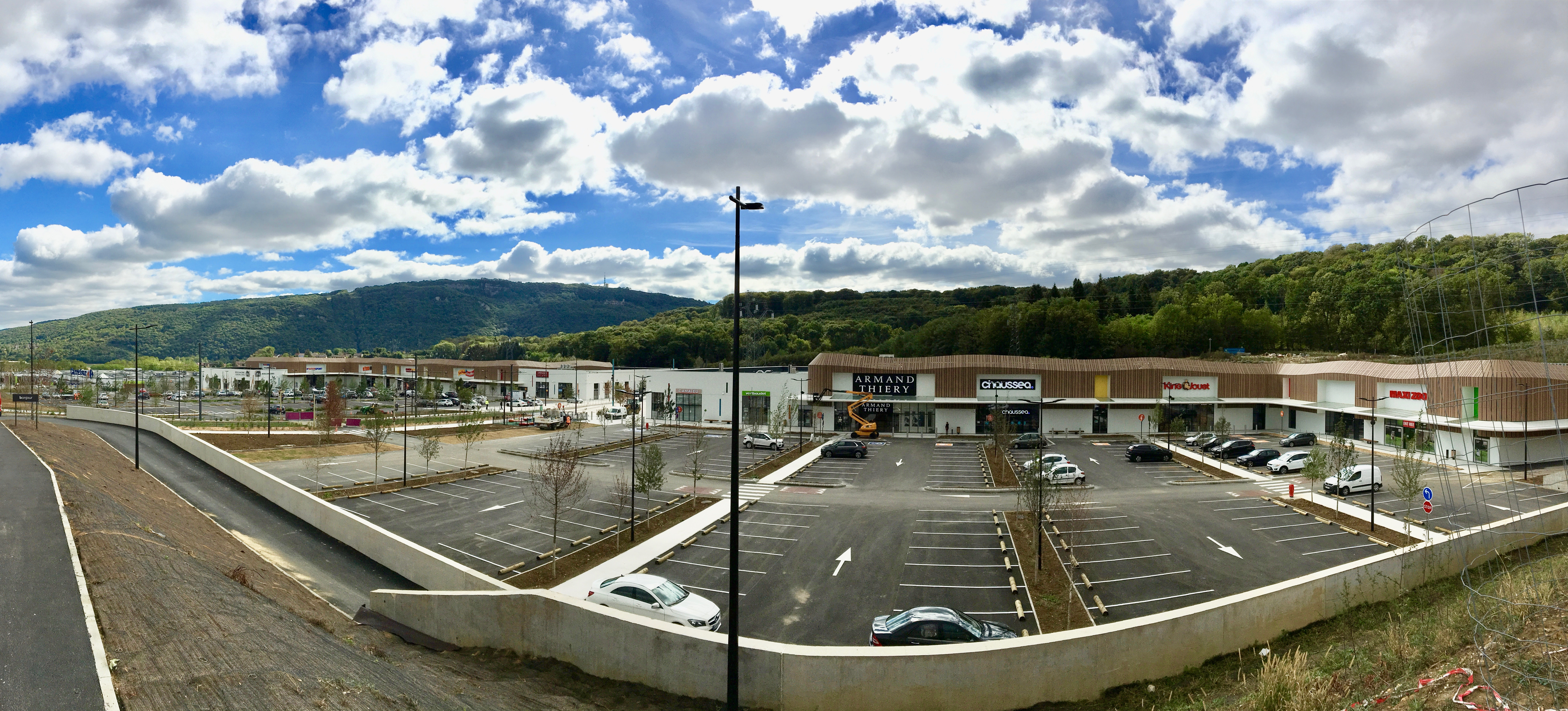
La zone commerciale des Marnières à Besançon, en France.

Partout dans le monde, le développement des grandes surfaces a, le plus souvent, créé une concurrence avec le petit commerce de proximité, entrainant une vacance commerciale importante en centre-ville. Ce développement s'est accompagné de l'aménagement de vastes zones de stationnement pour les véhicules individuels, bien souvent avec une imperméabilisation excessive des sols, une place réduite pour le piéton et les plantations, peu ou pas d'arbres de haut jet.

Parc d'activité « Kingsway West Retail Park » de Dundee, en Écosse, typique des grandes aires commerciales développées dans les années 1980-2000

En France, l'insertion paysagère fait partie des critères d'autorisation introduits par la loi LME en 2008.

#### Années 2000 - 2010: glissement des pratiques commerciales

##### Développement de nouvelles pratiques
Par ailleurs, depuis les années 2000, un glissement des pratiques commerciales s'opère, avec
- le développement du commerce en ligne, qui représente 13 à 15 % des ventes ;
- le développement d'un commerce de proximité au niveau des zones de flux (boulevards, mails, ronds-points d'entrée de ville...), plus en périphérie des centres ;
- le développement des livraisons à domicile. Par exemple, en Allemagne et aux Pays-Bas, les boites aux lettres réfrigérées se développent.

Les galeries marchandes d'hypermarchés, regroupant 16 à 30 magasins, ont ainsi un taux de vacance qui a fortement augmenté de 2014 à 2017, passant de 8,34 à 13,55 %. Les galeries les plus petites, de moins de 16 magasins, ont une vacance qui reste élevée, supérieure à 14 %.

##### Fragilisation des commerces de proximité des centralités
En 2018, les « petites villes moyennes », dont la zone d’influence compte moins de 200 000 habitants, ce qui correspond à une ville-centre de 50 000 habitants environ, présentent une vacance commerciale moyenne supérieure à 13 %. D'après la fédération Procos, « Le taux moyen de la vacance en centre-ville est passé de 7,2 % en 2012 à 9,5 % en 2015 et 11,9 % en 2018. Seul un tiers des villes demeure sous la barre symbolique des 10 %, contre la moitié en 2015. ». En juin 2018, la fédération Procos précise que ce sont les petites villes, de moins de 40 000 habitants, qui présentent une vacance des commerces de centre-ville en pied d'immeubles supérieure à 10 % depuis 2016.
Une étude de Mounir Mahjoubi, ex-secrétaire d’État au numérique, indique fin 2019 que « pour un emploi créé chez Amazon », géant du commerce en ligne, le commerce de proximité perd 2,2 emplois. Une étude américaine réalisée en novembre 2016 par l'Institute for Local Self-Reliance avait abouti au ratio de « deux emplois supprimés aux États-Unis pour un emploi créé par Amazon ».
Par ailleurs, la vacance de logement peut-être importante en cœur de ville, atteignant parfois 25 à 30 %[source insuffisante] en France.

##### Programmes de revitalisation des territoires lancés par l’État: Action Cœur de Ville, Petites Villes de Demain
Lancé en décembre 2017, le programme Action Cœur de Ville a pour objectif de retrouver des dynamiques de centralités dans les villes françaises. Il comprend un volet "revitalisation commerciale".
Le programme Petites Villes de Demain, lancé en octobre 2020, entend répondre aux mêmes problématiques, en s'adressant aux communes de moins de 20 000 habitants.

### Aspects économiques

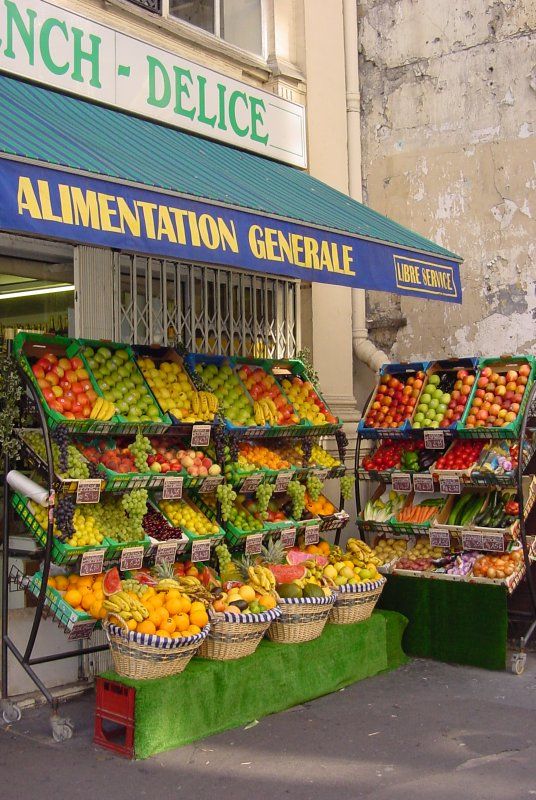
Un petit commerce d'alimentation générale, Paris.

- La densité d'emploi est souvent supérieure au sein des petits commerces.
- Au sein des zones commerciales périphériques françaises, les grandes enseignes commerciales ont développé des groupes ayant des stratégies foncières : les déficits des hypermarchés liés à une guerre des prix bas, une baisse d'attractivité et à une offre globale trop importante sont compensés par les loyers versés par les partenaires louant aux groupes d'enseignes des surfaces commerciales au sein de la zone.
- En France, l'ouverture de certains commerces (chaines, grandes surfaces...) le dimanche a des impacts économiques mais aussi sociaux.

### Aspects juridiques (France)

#### Lois Royer et Raffarin
En France, la Loi Royer de 1973 marque la première tentative du législateur d'encadrer l'installation des commerces, dans un contexte de profonds bouleversements dus à l'irruption de la grande distribution dans le paysage économique et social. La Loi Royer instaure, pour les projets commerciaux, des seuils de surfaces (1 000 m2 ou 1 500 m2), au-dessus desquels ceux-ci doivent être soumis à un examen par une commission spécialisée, la Commission départementale d'urbanisme commercial (CDUC).
En 1996, la Loi Raffarin abaisse ce seuil à 300 m2.

#### Lois de modernisation de l'économie et loi Grenelle
En 2008, la loi LME relève le seuil d'examen à 1 000 m2 pour les communes de plus de 20 000 habitants.
La mission Commission Départementale d'Aménagement Commercial (CDAC), qui remplace la CDEC en 2009, est d'examiner le projet au regard de critères juridiques, environnementaux, urbains et paysagers. La notion de concurrence a en revanche été retirée des critères. Elle est remplacée par la notion « d'effet sur l'animation de la vie urbaine ».
La LME a toutefois donné aux Schéma de cohérence territoriale (SCOT) la possibilité de définir des zones d'aménagement commercial, délimitées dans un document spécifique.
À la suite du Grenelle de l'environnement de 2007, le législateur a en 2010 révisé la réglementation de l'urbanisme commercial ; les maires sont alors chargés du contrôle du développement des grandes surfaces dans leur commune via le Schéma de cohérence territoriale (SCOT) qui fixe les règles d'implantation des commerces sur son territoire. Le plan local d'urbanisme (communal ou intercommunal) doit intégrer les prescriptions du SCOT.

Selon Michel Piron, rapporteur du projet de loi, « c’est l’urbanisme qui doit commander le commerce et non l’inverse ». Le rapporteur espère que les maires pourront ainsi mieux protéger les commerces indépendants ou de proximité, revitaliser les centres-villes et améliorer la qualité des zones urbaines périphériques.

#### Lois ALUR, Pinel, Macron, ELAN, Climat et Résilience
En 2014, la loi ALUR apporte des précisions concernant le contrôle du développement des drive.
En 2014, la loi Pinel simplifie la procédure en fusionnant les demandes d'autorisation d'exploitation commerciale et de permis de construire (décret 2015-165 du 12 février 2015).
En août 2015, la loi Macron autorise aux commerces non alimentaires d'ouvrir cinq dimanches par an.
En 2018, la loi ELAN a pour objectif de favoriser le maintien ou le développement des surfaces commerciales en centre-ville, de lutter contre les friches et de renforcer le respect de la loi.
- Des périmètres d'opération de revitalisation territoriale peuvent être délimités. En centre-ville, ceux-ci peuvent permettre une dérogation d'autorisation d'exploitation commerciale.
- Dans les Schémas de cohérence territoriale, le DAAC (Document d'aménagement commercial) devient obligatoire.
- Le dossier de demande d'autorisation d'exploitation commerciale est complété.
- Les dispositifs de contrôle sont renforcés.

En août 2021, la loi Climat et Résilience fait évoluer le DAAC (Document d'aménagement commercial) en intégrant les questions de logistique : le DAAC devent DAACL (Document d'aménagement commercial et logistique). La prise en compte de l'impact des zones commerciales sur l'artificialisation des sols dans les conditions d'implantation est également renforcée.

## Outils de l'urbanisme commercial en France

### Documents de planification en France

#### Schéma de cohérence territoriale
Depuis 2018, le DAAC (Document d'aménagement commercial) est obligatoire au sein du SCoT (Schéma de cohérence territoriale).
Le SCoT peut comprendre un volet centralités, abordant de façon transversale la thématique de préservation de la dynamique commerciale des centres-villes.
Depuis la loi n° 2021-1104 du 22 août 2021 portant lutte contre le dérèglement climatique et renforcement de la résilience face à ses effets (dite loi Climat et Résilience), le DAAC a évolué pour intégrer les questions de logistique commerciale. Il devient DAACL (document d’aménagement artisanal, commercial et logistique).
Le DAACL doit désormais déterminer les conditions d’implantation des constructions commerciales et logistiques commerciales. Les secteurs d’implantation privilégiés de ces équipements doivent y être localisés. Cette intégration de la logistique dans les documents de planification d'aménagement commercial vise à rééquilibrer le niveau de contraintes entre e-commerce et commerces physiques

#### Plan local d'urbanisme (PLU)
Une OAP (Orientation d'Aménagement et de Programmation) centralité peut être développée au sein du PLUi (Plan local d'urbanisme intercommunal). Dans une logique de projet, cette OAP pourra définir des périmètres de centralité afin de protéger le commerce de centre-ville.
Le PLUi peut fixer des règles pour éviter l'extension foncière des surfaces commerciales, interdire des typologies de commerce...

### Autorisations d'exploitation commerciale
L'autorisation dépend de deux polices administratives : 
- l'autorisation commerciale d'exploiter l'activité ;
- le permis de construire.

Depuis 2015, le dossier de demande est fusionné : l'autorisation est donnée par l'accord sur le permis de construire ; la CDAC (Commission Départementale d'Aménagement Commercial) donne un avis sur le dossier, préalable à la validation du permis.
C'est enfin le maire qui joue le principal rôle d'intermédiaire entre les promoteurs et la construction des centres commerciaux. Ceux-là disposent d'un droit de modification des PLU et doivent apposer leur signature sur toute demande de permis de construire, ce qui en fait des acteurs décisionnels majeurs de l'évolution du tissu commercial de leur commune. Leur signature est, de plus, requise pour toute demande d’autorisation de la commission de sécurité préalable à toute ouverture d’établissement recevant du public (ERP). Ils disposent enfin d'une voix en Commission départementale d’aménagement commercial, qui compte pour un huitième des votants.

### Observatoire commercial

#### Observatoire départemental d'aménagement commercial
Les Observatoires départementaux d'aménagement commercial (ODEC), créés en 1993, ont été supprimés par la loi Pinel de 2014, cette mission étant celle des CNAC.

## Critiques
Ces jeux d'acteurs qui guident la géographie commerciale française sont aujourd'hui remis en cause par l'opinion publique et les urbanistes eux-mêmes, qui y voient des formes de privatisation des espaces publics par les entreprises. La presse a d'ailleurs produit des articles questionnant la place prépondérante du commerce dans les logiques de décisions d'urbanisme. Ainsi des projets EuropaCity, dans le Triangle de Gonesse, et de réaménagement de la Gare du Nord, à Paris.

## Pour approfondir